# Watertown Plank
Watertown Plank è il primo EP della band statunitense The Promise Ring, pubblicato con etichetta Foresight Records nel 1995.

## Tracce
Lato A
1. Watertown Plank – 3:44

Lato B
1. Mineral Point – 3:41

## Formazione
- Davey von Bohlen - voce e chitarra
- Jason Gnewikow - chitarra
- Scott Beschta - basso
- Dan Didier - batteria

Tecnici
- Bill Stace - produttore e ingegnere
- Michael Sarsfield - mastering
- Karoline Hanson - Fotografia